# たちいりハルコ
たちいり ハルコ（本名：立入 晴子、1949年5月7日- ）は、日本の女性漫画家。東京都目黒区出身。O型、牡牛座。既婚者、夫はイラストレーターの藤井康文。立教大学出身。
代表作は『ピコラ♥ピコラ』『パンク・ポンク』『おじゃマクラ』など。いずれもギャグ漫画。
親しみやすく可愛らしいタッチと、単純明快な笑いのセンスを得意とする。児童向け雑誌を中心に活躍し、長く人気を博した。

## 来歴
- 1972年 - 永田竹丸に師事しアシスタントとして働く一方、学習雑誌のイラストを描く。
- 1976年 - 週刊少女コミック（小学館発行）掲載の『ピコラ♥ピコラ』でデビュー。
  - 同年、『ピコラ♥ピコラ』を同誌で連載開始する。
  - 更に同年、『ピコラ♥ピコラ』を見た小学館の学年誌編集者から声をかけられ、『パンク・ポンク』を連載開始する。（『パンク・ポンク』の「・」は中黒であり、ハート記号ではない。コミックスカバー等でハート記号になっているのは、中黒をデザイン化したものである）
  - 同じ年から連載が始まった二つの作品だが、掲載誌の傾向から読者層が異なり、『ピコラ♥ピコラ』は中高生向け、『パンク・ポンク』は小学生向けの作風になっている。
- 1988年 - 新創刊された少女向け雑誌『ぴょんぴょん』（小学館発行）で『おじゃマクラ』の連載が始まる。
- 1992年 - 『ぴょんぴょん』が廃刊した後には『ちゃお』、『プチコミック』（共に小学館発行）に活躍の場を移したが、これ以降の漫画作品は小学館では単行本にまとまっていない。
- 1997年頃 - NHKおかあさんといっしょの短編アニメコーナーで、スプーンひめのスイングキッチンシリーズのキャラクター設定や、関連絵本の製作に参加した。
- 2006年頃 - 国立劇場のキャラクターとして「黒衣」、鏡獅子の「小姓弥生」「獅子の精」、「二人禿」を描き、このイラストを使った絵葉書、便箋、ポチ袋が同劇場で販売されている。2010年からはストラップ、キーホルダーも販売[2]。また、歌舞伎鑑賞教室パンフレットのイラストも担当している。

## 人物
- 「みい子で〜す!」「こっちむいて!みい子」の原作者おのえりことはぴょんぴょん時代からの友人。
- 宝塚歌劇団77期生の優花えりは姪[3]。

- 愛犬家。

## 書籍リスト

### 漫画
- ピコラ♥ピコラ（全7巻） ※5巻までフラワーコミックス、それ以後は別冊エースファイブコミックス
- パンク・ポンク（てんとう虫コミックス、全12巻）※セレクションは全2巻。カラー版は全2巻。
- おじゃマクラ（全3巻）てんとう虫コミックス

1. ISBN 978-4091416810
2. ISBN 9784091416827
3. ISBN 978-4091416834

- いけいけ池坊!（池坊まんがシリーズ、全2巻）※監修：華道家元四十五世 池坊専永日本華道社

1. 上ISBN 978-4930809933（1995年）
2. 下ISBN 978-4930809940（1997年）

### 絵本
- フルーツだいすき ISBN 978-4097342410
- スプーンひめのスイングキッチン知育えほん（たちいりハルコ原著、あおやまみなみ画）ISBN 978-4097460763
- スプーンひめのスイングキッチンおはなしえほん（たちいりハルコ原著、福島治他 画）ISBN 978-4091145116

## 受賞歴
- 『ピコラ♥ピコラ』で第8回日本漫画家協会賞優秀賞（1979年度）を受賞。
- 『パンク・ポンク』で第29回小学館漫画賞（1983年度）を受賞。